# Dasylophia saturata
Dasylophia saturata är en fjärilsart som beskrevs av Barnes 1901. Dasylophia saturata ingår i släktet Dasylophia och familjen tandspinnare. Inga underarter finns listade i Catalogue of Life.